# 2013 у театрі

## Події
- 2013-й рік став кризовим для колективу «Київ Модерн-балет» — театр опинився на межі повного закриття. Балет «Лебедине озеро» Петра Чайковського розглядали як останню прем'єру в історії колективу[1]. З фінансових причин (вкрай низькі зарплати) 9 з 21 артистів трупи залишили колектив. На їх місце було набрано нових, й увесь репертуар довелося відновлювати майже відпочатку[2]

### Театральні починання
- Актори Тетяна Казанцева, Олександр Мартиненко та режисерка Марина Назаренко створила візуально-пластичний проєкт «ОнОнаЖизнь», визнаний найкращою виставою фестивалю «Прем'єри сезону-2014» у Києві[3]

### Театральні ювілеї
- Ювілеї театрів відмітили:
  - 31 серпня — 30 років Київському муніципальному академічному театру ляльок

### Театральні скандали
- Конфлікт у Центрі Курбаса між керівником і колективом. Директорку Ганну Веселовську співробітники звинувачують у авторитарному стилі правління, бюрократизації закладу, а також звільненнях незгодних з керівництвом працівників. Наказом міністра культури Леоніда Новохатько Ганну Веселовську було звільнено з посади директорки НЦТМ ім. Курбаса[4][5]

## Прем'єри
Січень
- 18 січня —
  - «Амнезія» Олени Рог (реж. Ігор Славинський, Київський академічний драматичний театр на Подолі)

- 26 січня —
  - більше ніж комедія «Інцидент» за Луїджі Лунарі (реж. ???, Чернівецький музично-драматичний театр імені Ольги Кобилянської)

Лютий
- 2 лютого —
  - «Пані міністрова» Бранислава Нушича (реж. Алла Бабенко, Національний академічний український драматичний театр імені Марії Заньковецької, м. Львів)
  - «Чайка» за однойменною п'єсою Антона Чехова (реж. Валентин Козьменко-Делінде, Національний академічний драматичний театр імені Івана Франка, м. Київ)

- 6 лютого —
  - «Morituri te salutant» Василя Стефаника (реж. Дмитро Богомазов, Національний академічний драматичний театр імені Івана Франка, м. Київ)

Березень
- 15 березня —
  - «Дві панянки у бік півночі» П'єра Нотта (реж. Тамара Трунова, Київський академічний театр драми і комедії на лівому березі Дніпра, мала сцена)[6][7]
  - «Страх бажання» на основі оповідання «Бажання і чорношкірий масажист» та п'єси «Раптом минулого літа»[en] Теннессі Вільямса (реж. Володимир Борисюк, Київська академічна майстерня театрального мистецтва «Сузір'я»)[8]

- 17 березня —
  - «Мама Маріца — дружина Колумба» за повістю Марії Матіос (реж. Євген Худзик, Театр-студія «Кодрант», м. Львів)

- 30 березня —
  - «О восьмій вечора на Ковчезі» Ульриха Губа (реж. Юрій Мисак, Перший український театр для дітей та юнацтва, м. Львів)

Квітень
- 20 квітня —
  - містерія Купальської ночі «Паночка» Ніни Садур за повістю «Вій» Миколи Гоголя (реж. ???, Чернівецький музично-драматичний театр імені Ольги Кобилянської)

- 28 квітня —
  - «Так казав Заратустра» КЛІМа за однойменним філософським трактатом Фрідріха Ніцше (реж. Володимир Кучинський, Львівський академічний театр імені Леся Курбаса)[9][10]

Травень
- 18 травня —
  - «Загадкові варіації» за однойменною п'єсою Еріка Еммануеля Шмітта (реж. Андрій Білоус, Київський академічний молодий театр)[11]

Червень
- 1 червня —
  - «Сонячний промінь» Атанаса Попеску (реж. Михайло Урицький, худ. Микола Данько, Київський муніципальний академічний театр ляльок)

- 11 червня —
  - «Травіата» опера Джузеппе Верді (реж. Олександр Лебедєв, Харківський національний академічний театр опери та балету імені Миколи Лисенка)

- 15 червня —
  - комедія «Кохання у стилі бароко» за Ярославом Стельмахом (реж. Андрій Романов, Чернівецький музично-драматичний театр імені Ольги Кобилянської)

- 22 червня —
  - балет на дві дії «Лебедине озеро» Петра Чайковського (пост. Раду Поклітару, Київ Модерн-балет)
  - «Пастка для самотнього чоловіка» Робера Тома (реж. Ігор Славинський, Київський академічний драматичний театр на Подолі)

Липень
- 21 липня —
  - «Трамвай „Жадання“» за однойменною п'єсою Теннессі Вільямса (реж. Сергій Архипчук, Закарпатський академічний обласний український музично-драматичний театр імені братів Юрія-Августина та Євгена Шерегіїв, м. Ужгород)[12][13]

Вересень
- 7 вересня —
  - «Красуня і Сміливець» за п'єсою «Я рахую до п'яти» Михайла Бартенєва (реж. Михайло Урицький, худ. Віра Задорожня, Київський муніципальний академічний театр ляльок)

- 21 вересня —
  - «Пропала грамота» Івана Драча за мотивами повісті Миколи Гоголя (реж. Вадим Сікорський, Національний академічний український драматичний театр імені Марії Заньковецької, м. Львів)[14]

- 27 вересня —
  - «Подражание вечным порокам» за мотивами п'єси «Тригрошова опера» Бертольта Брехта (реж. Максим Голенко, Луганський академічний обласний російський драматичний театр)

Жовтень
- 19 жовтня —
  - драма «Земля» за повістю Ольги Кобилянської (реж. ???, Чернівецький музично-драматичний театр імені Ольги Кобилянської)

- 29 жовтня —
  - «Дами і гусари» Александера Фредро (реж. Юрій Одинокий, Національний академічний драматичний театр імені Івана Франка)

Листопад
- 26 листопада —
  - балет на одну дію «Пори року» Олександра Родіна (пост. Олексій Бусько, Київ Модерн-балет)[15]

Грудень
- 22 грудня —
  - «Назар Стодоля» Тараса Шевченка (реж. Федір Стригун, Національний академічний український драматичний театр імені Марії Заньковецької, м. Львів)

- - (???) — «Оскар і рожева пані» Михайла Урицького за однойменним романом Еріка-Емманюеля Шмітта (реж. Михайло Урицький, худ. Ольга Філончук, Одеський обласний театр ляльок)[16]

Без дати
- - (???) «La bestia e la virtu (звір і доброчесність)» Луїджі Піранделло (реж. Криворученко Тарас Степанович, Київський академічний молодий театр)
  - (???) музична казка «Білосніжка і семеро гномів» за братами Грімм (реж. Андрій Романов, Чернівецький музично-драматичний театр імені Ольги Кобилянської)
  - (???) «Антігона» за однойменною п'єсою Софокла (реж. Оксана Дмітрієва, Полтавський академічний обласний театр ляльок)[17]
  - (???) «Банзай» Кокі Мітані (реж. Максим Голенко, Миколаївський академічний український театр драми і музичної комедії)
  - (???) «Баядерка» балет на музику Людвіга Мінкуса (пост. Наталя Макарова, дир. Микола Дядюра, худ. В'ячеслав Окунєв, Національний академічний театр опери та балету України імені Тараса Шевченка)
  - (???) «Білосніжка і семеро гномів» Олега Табакова, Л. Устинова (реж. Сталіна Лагошняк, Миколаївський художній російський драматичний театр)
  - (???) «Бомонд» Анатолія Дяченка (реж. Олександр Мельник, Незалежний проект, м. Київ)
  - (???) «Вінні Пух та всі-всі-всі» Ігоря Юзюка за казками Алана Мілна (реж. Людмила Колосович, Львівський драматичний театр ім. Лесі Українки)
  - (???) «Втеча від реальності» Тетяни Іващенко (реж. Влад Сорокін, Львівський обласний академічний музично-драматичний театр імені Юрія Дрогобича, м. Дрогобич)
  - (???) «Втеча з реальності» Тетяни Іващенко (реж. Володимир Борисюк, Перший український театр для дітей та юнацтва, м. Львів)[18][19][20][21][22][23]
  - (???) «Гоголь-моголь з двох яєць» Миколи Ердмана (реж. Олександра Меркулова, Київський академічний молодий театр)
  - (???) «Готель двох світів» Еріка-Емманюеля Шмітта (реж. Орест Пастух, Івано-Франківський академічний обласний музично-драматичний театр імені Івана Франка)[24][25][26]
  - (???) «Гра в бога» А. Дууса (реж. Олександр Журавель, Київський академічний молодий театр)
  - (???) «Дюймовочка» (реж. Ірина Зільберман, Будинок офіцерів, м. Київ)
  - (???) «Д-р» Бранислава Нушича (реж. Ірина Барковська, Національний академічний театр російської драми імені Лесі Українки, м. Київ)
  - (???) «Замовляю любов» Тетяни Іващенко (реж. Ірина Стежка, Волинський обласний академічний музично-драматичний театр імені Тараса Шевченка, м. Луцьк)
  - (???) «Емігранти» Славомира Мрожека (реж. Володимир Богатирьов, РДГУ, театр «Сонях»)
  - (???) «Ідеальна пара» за п'єсою «Ох, ця Анна!» Марка Камолетті (реж. ???, Київський академічний театр драми і комедії на лівому березі Дніпра)
  - (???) «Ілюзії» Івана Вирипаєва (реж. Юрій Паскар, «ВідСутність», м. Рівне)
  - (???) «Квітка будяк» Наталка Ворожбит за мотивами п'єси «Маклена Ґраса» Миколи Куліша (реж. Станіслав Мойсеєв, Національний академічний драматичний театр імені Івана Франка)
  - (???) «Кураж» за мотивами п'єси «Матінка Кураж та її діти» Бертольта Брехта (реж. Олексій Скляренко, Навчальний театр Національного університету театру, кіно і телебачення імені Івана Карпенка-Карого, курс Валентини Зимньої) (пластична робота поставлена як дипломна вистава[27]. Після випуску вистава певний час існувала антрепризно, а з 2019 року стала до репертуару Київського академічного театру юного глядача на Липках[28][29])
  - (???) «Лебедине озеро. Сутінки» В. Гуляйченко, Т. Могильник (реж. Віталій Малахов, Київський академічний драматичний театр на Подолі)
  - (???) «Лисичка-сестричка та Вовчик-братик» Всеволода Нестайка за мотивами українських казок (реж. Сергій Єфремов, Дніпропетровський міський театр ляльок)[30]
  - (???) «Любов людей» Дмитра Богославського (реж. Стас Жирков, Київський академічний молодий театр)
  - (???) «Любов на замовлення» Тетяни Іващенко (реж. Григорій Шумейко, Національний академічний український драматичний театр імені Марії Заньковецької, м. Львів)[31]
  - (???) «Марія» (реж. Збігнев Хшановський, Національний академічний драматичний театр імені Івана Франка, м. Київ)
  - (???) «Небезпечні зв'язки» (реж. Сергій Маслобойщиков, Національний Центр Театрального Мистецтва імені Леся Курбаса)
  - (???) «Ніч перед Різдвом» за однойменною повістю Миколи Гоголя (реж. В'ячеслав Жила, Івано-Франківський академічний обласний музично-драматичний театр імені Івана Франка)
  - (???) «Одруження» за однойменною п'єсою[ru] Миколи Гоголя (реж. Володимир Борисюк, Київський драматичний театр «Браво»)
  - (???) «Орестея. Exercise» опера-мелопея Олександра Козаренка за текстами трагедії «Орестея» Есхіла (у перекладі Андрія Содомори), а також віршами Оксани Забужко та Райнера Марії Рільке (реж. Ірина Волицька; Театр у кошику, м. Львів)
  - (???) «Портрет з літаючим годинником. Марк Шагал „Моє життя“ — ілюстрації» (реж. Оксана Дмітрієва, Полтавський академічний обласний театр ляльок)[32]
  - (???) «По щучому велінню» за мотивами народної казки (реж. Ростислав Держипільський, Івано-Франківський академічний обласний музично-драматичний театр імені Івана Франка)
  - (???) «Принцеса Лебідь» Іллі Пелюка (реж. Ілля Пелюк, Київський академічний молодий театр)
  - (???) «Руда п'єса» Оксани Драгунської (реж. Володимир Богатирьов, РДГУ)
  - (???) «Скляний звіринець» Теннессі Вільямса (реж. Тетяна Аркушенко, Національний академічний драматичний театр імені Івана Франка, м. Київ)
  - (???) «Собака за сіні» за однойменною п'єсою Лопе де Вега (реж. Людмила Колосович, Львівський драматичний театр ім. Лесі Українки)
  - (???) мюзикл «Три мушкетери» Марка Розовського, Юрія Ряшенцева, Максима Дунаєвського (реж. В. Маслій, Донецький національний академічний український музично-драматичний театр)
  - (???) публіцистична вистава «Свідоцтво про життя» за однойменною книгою Ади Роговцевої (реж. Катерина Степанкова, Київська академічна майстерня театрального мистецтва «Сузір'я»)
  - (???) драма на дві дії «Три сестри» за однойменною п'єсою Антона Чехова (реж. Ростислав Держипільський, Івано-Франківський академічний обласний музично-драматичний театр імені Івана Франка)[33]
  - (???) «Фантазії Фарятьєва» Алли Соколової[ru] (реж. Тамара Трунова, Дім освіти та культури «Майстер Клас»)
  - (???) «Чого хочуть жінки» за п'єсою Арістофана (реж. ???, Київський академічний театр драми і комедії на лівому березі Дніпра)
  - (???) «Янгольська комедія» за мотивами п'єси «Фердинандо» А. Ручелло (реж. Лев Сомов, Київський академічний молодий театр)

## Фестивалі
- 24 березня — 28 квітня — Театральний фестиваль «Театральна весна» (м. Калуш)
- 24 травня — 2 червня — XV Міжнародний театральний фестиваль «Мельпомена Таврії»[34][35][36][37][38][39]
- травень — VIII Міжнародний фестиваль театрів ляльок «Подільська лялька» (м. Вінниця)[40]
- жовтень — XIV Міжнародний фестиваль театрів для дітей «Інтерлялька—2013» (м. Ужгород)[41][42][43]

- жовтень — VII Міжнародний дитячо-молодіжний театральний фестиваль аматорських колективів «ЛіхтАрт»
- 14 — 17 листопада — ІІ Всеукраїнський відкритий молодіжний театральний фестиваль «ArtEast-2013» (кафедра театрального мистецтва Луганської державної академії культури і мистецтв, м. Луганськ)[44]

- ІХ Міжнародний театральний фестиваль жіночої творчості ім. Марії Заньковецької (м. Ніжин)
- Фестиваль молодої режисури
- Фестиваль «Тиждень актуальної п'єси»
- ГогольFest
- Homo Ludens (м. Миколаїв)

## Нагороди
- Національна премія України імені Тараса Шевченка (театральне мистецтво) —
- Премія імені Леся Курбаса —
- Премії НСТДУ
  - Премія «Наш Родовід»
  - Премія імені Марії Заньковецької
  - Премія імені Мар'яна Крушельницького
  - Премія імені Панаса Саксаганського
  - Премія імені Сергія Данченка
  - Премія в галузі театрознавства і театральної критики
  - Премія імені Вадима Писарєва
  - Премія імені Віктора Афанасьєва в галузі лялькового театру
  - Премія імені Федора Нірода в галузі сценографічного мистецтва
  - Премія імені Віри Левицької (США—Україна)
  - Премія імені Миколи Садовського
  - Премія імені Володимира Блавацького (США—Україна)
  - Премія імені Марка Бровуна

## Заміщення керівних посад
- Родіонова Тетяна — директорка Київського драматичного театру «Актор» (після смерті засновника Валентина Шестопалова)[45]
- Славинський Ігор Миколайович — художній керівник Київського драматичного театру «Актор» (після смерті засновника Валентина Шестопалова)[45]

## Театральна література
- Сергій Єфремов, Богдана Бойко. Наш театр лялок (Київському муніципальному академічному театру ляльок — 30 років). — Київ : «Веселка», 2013. — С. 159. — ISBN 978-966-01-0580-5.
- В.М. Задорожня. Леонід Петрович Попов дорогами життя… (Майстри лялькової сцени України). — Київ : Логос, 2013. — 236 с. — 300 прим. — ISBN 978-966-171-664-2.
- Ада Роговцева. Свидетельство о жизни. — Чернівці : Meridian Czernowitz, 2013. — 336 с. — ISBN 978-966-2771-14-5.[46]